# Flabellum (Flabellum) thouarsii
Flabellum (Flabellum) thouarsii is een rifkoralensoort uit de familie van de Flabellidae. De wetenschappelijke naam van de soort is voor het eerst geldig gepubliceerd in 1848 door Milne Edwards & Haime.